# Komala Iranske Kurdistan parti
Komala Iranske Kurdistan Parti(Engelsk: Komala Party of Iranian Kurdistan; Kurdisk: كۆمه‌ڵه‌ی شۆڕشگێڕی زه‌حمه‌تكێشانی كوردستانی ئێران, romaniseret: Komełey Şorrişgêrrî Zehmetkêşanî Kurdistanî Êran,)er det socialdemokratiske parti i Kurdistan i Iran, der kæmper for et federalt system i Iran såvel som en sekulærog demokratiske regering for social retfærdighed.

## Historie
Komala blev etabler den 27 Oktober 1969 og blev grundlagt af kurdiske lærde og en  intellektuel og student gruppe ved Iranske universiteter, især i Teheran universitet, som et venstreorienteret organisation.
På grund af Shahs regimets politiske situation og diktatur på det tidspunkt foretog Komala igen politiske aktivitet og kunne Komala ikke deltage i nogen politiske aktivitet.
Komala derefter, som alle andre politiske organisationer, startede sine aktiviteter i hemmelig aktiviteter.  Inklusive fængsel af de Grundlæggerne ledere, blev fængslet og tortureret, og Komala var i stand til at stå på egne ben. Efter et årti med hemmelige aktiviteter afslørede Komala sin identitet den 15 Februar 1979 med Kak Mohammad Hussein Karimi martyr og begyndte sine aktiviteter.
Den 2.september 1983 grundlagde komala Irans kommunistiske parti for at samarbejde og støtte sin landsdækkende bevægelse mod det iranske regime.
Senere i 2000, den sociale situation i regionen og behovene i befolkningen i Kurdistan og gennemgik  din politik og blev folkets venstreparti og troede på retten til selvbestemmelse.
Komala revolutionære organisation i Kurdistan i Iran accepterede tidspunktet for begyndelsen af socialismens arbejde og oktoberrevolutionen.Men Komala så ikke  socialisme betragtede ikke Rusland some den første model for tanke og handling, og troen på en folkelig revolution var universel. At vælte regimet af kong Mohammad Reza shah af Iran. Komala havde en grundlæggende tro på afstand og den rolle, som folkelig bevægelse og den samfund havde. I dag er det Komala fra det socialdemokratiske  parti i det østlige Kurdistan. Komala tror på adskillelsen af religion fra staten såvel som i pluralisme.

## Ideologi
Komala søger at sprede værdien af socialdemokrati i Kurdistan, som social retfærdighed og lige rettigheder for mænd og kvinder.
Komala respekterer alle religioner og overbevisninger fra befolkningen i Kurdistan.
Komala kæmper for at fjerne slag og drab og i sin tolvte kongres mod dødsstraf for Kurdistan nuværende fremtid underskrev dokumenter.
Følg Komalas hovedprogram for fremtiden for et fedralisme i Iran under en demokratiske, sekulær regering og ytringsfrihed.